# Óláfsdrápa Tryggvasonar
Óláfsdrápa Tryggvasonar (O drápa de Olavo Tryggvason) é um poema de escaldo islandês composto  aproximadamente em 1200.
Relata a história da vida do Rei do século X Olavo Tryggvason, desde sua criação na Rússia até sua morte em Svöldr. O poema está preservado somente em Bergsbók e o texto lá é defective. Após 16 versos dróttkvætt há uma lacuna de estimados 40 versos, seguidos por 12 versos finais preservados. O manuscrito atribui o poema à Alfredo, o Poeta Perturbado, o poeta da corte de Olavo, mas esta atribuição é rejeitada por estudiosos modernos. O poema possui muitas similaridades com Rekstefja, um poema da mesma época sobre o mesmo assunto e preservado no mesmo manuscrito.
O autor desconhecido, foi influenciado por poetas do começo do século XII, como Einarr Skúlason e Þorkell Hamarskáld.